# Magyar Atlétikai Szövetség
La Magyar Atlétikai Szövetség (MASz) è una federazione sportiva che ha il compito di promuovere la pratica dell'atletica leggera e coordinarne le attività dilettantistiche ed agonistiche in Ungheria.